# Hispanic Society of America
Hispanic Society of America – mieszczące się w Nowym Jorku muzeum sztuki hiszpańskiej, portugalskiej oraz sztuki Ameryki Łacińskiej, a także biblioteka naukowa posiadająca w swych zbiorach rzadkie egzemplarze i rękopisy (w tym pierwsze wydanie Don Kichota). Założone w 1904 r. przez Archera M. Huntingtona muzeum jest bezpłatną instytucją otwartą dla publiczności.
W muzeum znajdują się dzieła artystów takich jak: Diego Velázquez, Francisco Goya, El Greco i Joaquín Sorolla y Bastida.
Ważnym elementem tego muzeum jest sala Sorolla, w której można podziwiać serię czternastu obrazów hiszpańskiego malarza stworzonych w latach 1911-1919 na zlecenie Archera M. Huntingtona. Malowidła okalające dużą salę przedstawiają sceny charakterystyczne dla różnych regionów hiszpańskich i portugalskich.